# Bíldudalsvegur
Der Bíldudalsvegur ist eine Hauptstraße in den Westfjorden von Island.
Er beginnt im Ort Patreksfjörður und führt nach Norden zum Vestfjarðavegur  in Richtung Ísafjörður.
Wo der Barðastrandarvegur  nach Südwesten in den Ort Patreksfjörður abbiegt, führt der Bíldudalsvegur nach Osten durch das Miklidalur.
Er erreicht mit einer Steigung bis zu 12 % eine Höhe von 369 m.
Durch das Höfðadalur führt die Straße danach in den inneren Tálknafjörður.
Dessen südliches Ufer erschließt der Lambeyrarvegur 6181 für 5,37 km.
Gegenüber liegt der Ort Tálknafjörður am Tálknafjarðarvegur , der mit einer Gesamtlänge von 10,09 km das Nordufer erschließt.
Der Bíldudalsvegur steigt zum Hálfdan bis auf eine Höhe von 500 km an, um dann in der Bucht Bíldudalsvogur etwa wieder Meereshöhe zu erreichen.
Hier zweigt der Ketildalavegur  ab und führt durch den Ort Bíldudalur weiter bis ins Selárdalur (Gesamtlänge 25,20 km).
Innerorts trägt er zunächst den Namen Dalbraut, später Tjarnarbraut.
Der Bíldudalsvegur ist bis zum Flugplatz Bíldudalur im Fossfjörður asphaltiert. Der weitere Verlauf hat noch keinen festen Straßenbelag.
Er führt jeweils um den ganzen Fossfjörður und Reykjarfjörður.
Nachdem er den inneren Trostansfjörður erreicht hat, verlässt er die Küste und steigt auf den Þveradalsskarð an, wo er nach 63 km auf den Vestfjarðavegur  trifft.